# Occipitale kwab
De occipitale kwabben of lobi occipitales zijn de delen van de hersenen die verantwoordelijk zijn voor het verwerken van visuele informatie bij zoogdieren. Ze zijn van alle hersenkwabben het kleinst en liggen het verst naar achteren in de hersenen. De occipitale kwab bevat de primaire en secundaire visuele schors.
Als de zintuigelijke informatie volledig is verwerkt voor de hersenen, dan is er ook betekenis aan deze informatie gegeven. Deze betekenisgeving is een interpretatie van de buitenwereld in plaats van een regelrechte kopie. Zo wordt een perceptuele beoordeling van bijvoorbeeld een visuele prikkel uitgevoerd door gespecialiseerde cellen in de occipitale kwabben in de hersenen, die de kenmerken van een dergelijke visuele prikkel detecteren op zaken als lengte, lichtval, kleur en contouren.